# Václav Balšán
Václav Balšán (19. listopadu 1914 Praha – 18. listopadu 1972 Praha) byl lehký atlet Spartaku Nusle, mistr sportu a držitel několika světových rekordů v chůzi. Je znám především jako vynikající lehký atlet zejména v chodeckých disciplínách.

## Život
Byl vynikajícím sportovcem již za první Republiky, avšak největších úspěchů dosáhl po roce 1942, když jako zaměstnanec továrny Jawa přestoupil z AC Sparty do lehkoatletického oddílu SK Jawa Nusle. Poté překonal světové rekordy v chůzi na 3 a 10 km na atletickém oválu.  
Svými výkony v chůzi na 10 km dokázal po válce naplnit diváky nejen stadiony v Houšťce a na Děkance, ale i stadion na Strahově.
Po skončení sportovní kariéry byl též trenérem atletů Spartaku Nusle. Zemřel ve věku 57 let. Byl pochován na Nuselském hřbitově. Tam odpočívá vedle své ženy Ludmily.
Byl velmi skromným člověkem a podle svědectví pamětníků si rád i v civilu zazávodil se svými příznivci, třeba na trati od Nuselských schodů na nuselské náměstí, a dovedl i pochválit.